# HMS Qualicum (J138)
Pour les articles homonymes, voir Qualicum.
Le HMS Qualicum (pennant number J138)  est un dragueur de mines de la Classe Bangor lancé pour la Royal Navy (RN) et qui a servi pendant la Seconde Guerre mondiale.

## Conception
Le Qualicum est commandé dans le cadre du programme de la classe Bangor de 1940-41 le 28 novembre 1940 pour le chantier naval de Dufferin Shipbuilding Company à Toronto dans la province d'Ontario au Canada. La pose de la quille est effectuée le 8 avril 1941, le Qualicum est lancé le 3 septembre 1941 et mis en service le 13 mai 1942.
La classe Bangor doit initialement être un modèle réduit de dragueur de mines de la classe Halcyon au service de la Royal Navy,. La propulsion de ces navires est assurée par 3 types de motorisation: moteur diesel, moteur à vapeur à pistons double ou triple expansions et turbine à vapeur. Cependant, en raison de la difficulté à se procurer des moteurs diesel, la version diesel a été réalisée en petit nombre.
Les dragueurs de mines de classe Bangor version anglaise à moteur alternatif à vapeur déplacent 684 tonnes en charge normale. Afin de pouvoir loger les chaufferies, ce navire possède des dimensions plus grandes que les premières versions à moteur diesel avec une longueur totale de 58 mètres LHT, une largeur de 8,69 mètres et un tirant d'eau de 3,2 mètres. Ce navire est propulsé par 2 moteurs alternatifs verticaux à triple expansions alimentés par 2 chaudières à tubes d'eau à 3 tambours Admiralty et entraînant deux arbres d'hélices. Les moteurs développent une puissance de 2 400 chevaux-vapeur (1 790 kW) et atteignent une vitesse maximale de 16 nœuds (30 km/h). Le dragueur de mines peut transporter un maximum de 163 tonnes de fioul qui lui donne un rayon d'action de 2 800 milles nautiques (5 200 kilomètres) à 10 nœuds (19 km/h).
Leur manque de taille donne aux navires de cette classe de faibles capacités de manœuvre en mer, qui seraient même pires que celles des corvettes de la classe Flower. Les versions à moteur diesel sont considérées comme ayant de moins bonnes caractéristiques de maniabilité que les variantes à moteur alternatif à faible vitesse. Leur faible tirant d'eau les rend instables et leurs coques courtes ont tendance à enfourner la proue lorsqu'ils sont utilisés en mer de face.
Les navires de la classe Bangor sont également considérés comme exiguës pour les membres d'équipage, entassant plus de 60 officiers et matelots dans un navire initialement prévu pour un total de 40 hommes.
Les Bangors équipés de moteur à vapeur à pistons double ou triple expansions sont armés d'un canon anti-aérien QF de 12 livres (7,62 cm) et d'un canon AA QF de 2 livres (4 cm) ou d'un quadruple affût pour la mitrailleuse Vickers .50. Sur certains navires, le canon de 2 livres est remplacé par un canon AA Oerlikon de 20 mm simple ou double, tandis que la plupart des navires sont équipés de quatre affûts Oerlikon simples supplémentaires au cours de la guerre. Pour les missions d'escortes, leur équipement de dragage de mines peuvent être échangé contre une quarantaine de grenades sous-marines.

## Histoire

### Seconde Guerre mondiale
Le 5 août 1942, le Qualicum escorte le sous-marin britannique de classe L HMS L27 qui a quitté New London aux États-Unis, pour St. John's au Canada.
Le 9 janvier 1943, le sous-marin britannique HMS Sickle (P 224), qui a quitté Holy Loch pour Lerwick, effectue le passage avec les sous-marins britanniques HMS Trident (N52) et HMS Tactician escortés par le Qualicum.
Le 14 janvier 1943, le Qualicum escorte le sous-marin britannique HMS Graph (P715) qui a quitté Lerwick à destination de Holy Loch.
Le 5 mai 1943, le Qualicum participe à des exercices de lutte anti-sous-marine au large de Lough Foyle sous la conduite du sous-marin britannique de classe U HMS Upstart (P65), avec son sister-ship HMS Fort York (J119), les corvettes HMS Azalea (K25) et HMS Mignonette (K38) et le sloop HMS Fleetwood (L47).

### Après-guerre
Le Qualicum est vendu le 9 février 1948.

### Participation auxconvois
Le Qualicum a navigué avec les convois suivants au cours de sa carrière:
1. Convoi KMS 10G
2. Convoi KMS 12G
3. Convoi KMS 20G
4. Convoi MKF 20
5. Convoi MKS 9
6. Convoi MKS 11
7. Convoi MKS 13G
8. Convoi MKS 20
9. Convoi OS/KMS 47KM
10. Convoi SL/MKS 129MK
11. Convoi WP 455

### Commandement
- T/Lieutenant (T/Lt.) Frank Seymour Tolliday (RNR) du 10 avril 1942 au 22 mars 1943
- T/Lieutenant (T/Lt.) Horace Stevens (RNVR) du 22 mars 1943 à début 1945
- T/Lieutenant (T/Lt.) John Kennedy (RNVR) de début 1945 au 30 mai 1945
- T/A/Lieutenant Commander (T/A/Lt.Cdr.) Headley Grafton Moore (RNVR) du 30 mai 1945 à mi/fin 1945

Notes:
RNR: Royal Naval Reserve
RNVR: Royal Naval Volunteer Reserve